# シグナス CRS Orb-1
シグナス CRS Orb-1はオービタル・サイエンシズ社のシグナス無人宇宙補給機の2回目の飛行。Orbital-1とも称される。アンタレスの3度目の打ち上げであった 

## 宇宙機
Orb-1はオービタル・サイエンシズがNASAの商業補給サービス計画で契約した8機の補給機飛行の最初の飛行であった。また、"Castor30B"第2段ロケットの処女飛行でもあった
オービタル・サイエンシズはシグナス宇宙船の名前を以前の宇宙飛行士へ贈るとしており、この機体は2013年8月21日に亡くなったNASAの宇宙飛行士、ゴードン・フラートンにあやかって名づけられた。

## 打ち上げからランデブーまで

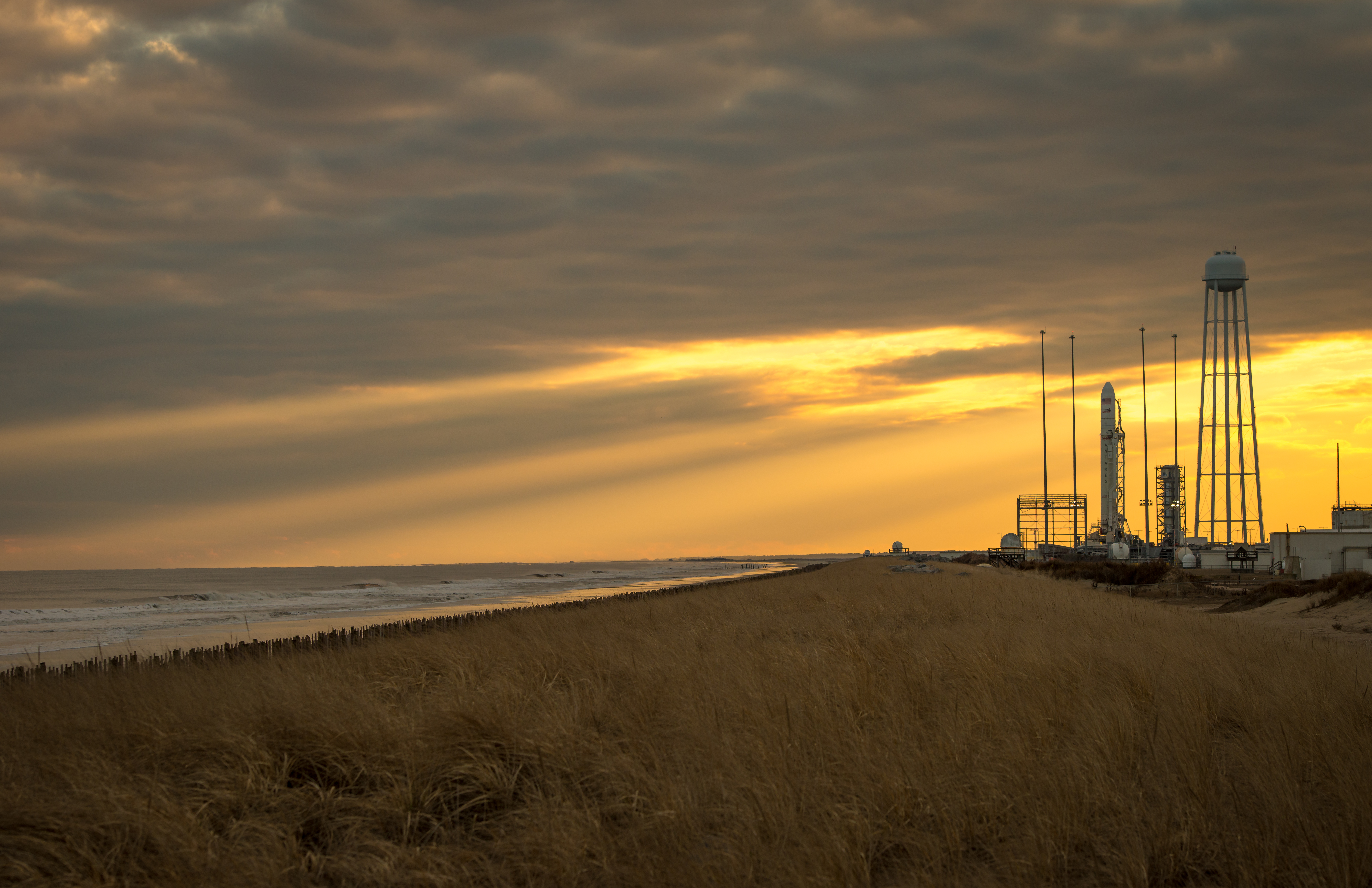
アンタレスとシグナス、2014年1月6日

Orb-1の打ち上げは2013年11月に予定されていたが、一連の遅延で12月20日(UTC)に遅れた。アンタレス打ち上げ機は12月17日にワロップス水平統合施設(HIF)からロールアウトされ、第0A発射台で立ち上げられた。その日、宇宙ステーションで故障した冷却システムの修繕のための宇宙飛行の必要性から、NASAはオービタル社にアンタレスロケットを一度戻すことを指示した。アンタレスはHIFに戻され、時間的制約のある搭載物が取り除かれた。打ち上げ日は2014年1月13日に予定されたが、ワロップスでのスケジュール競合が解決されたため1月7日に前倒しされた。発射場の気温が非常に慣例であったことから、打ち上げはさらに1日延期された。
NASAのワロップスとオービタル・サイエンシズは2014年1月8日に打ち上げを試みると発表したが、これは「かなりの余裕を持ってミッションに課せられた苛酷な放射線環境に影響を受けないようなロケットの電気系の制約を超える異常に高いレベルの宇宙放射線」ために中止された。オービタル社は後にこれを修正し、より広範な放射線環境の再調査をはじめ、これによってアンタレスロケットの「許容範囲内」であることが確認された、打ち上げは1月9日に行われることとなった。
Orb-1は2014年1月9日18時7分5秒(UTC)に中部大西洋地域宇宙基地第0A発射台から打ち上げられた。軌道への到達後すぐにソーラーアレイが展開された。3日後の1月12日にシグナス宇宙船はISSに到着した。
打ち上げはサウスカロライナから、マサチューセッツ、ウェストバージニア西部まで見えると予想された。オービタル・サイエンシズはワロップスから打ち上げられた前の機体の時と同様に、合衆国東岸でロケットの水平線上での最大標高やさまざまな観測場所での打ち上げ後最初に見える時間を示す地図などの視聴情報を公表した。

## 搭載貨物
シグナスにはクルーへの支給品やスペアパーツ、ステーションの研究容量を拡張するための科学実験装置やハードウェアなど1261kgの貨物が詰まれていた。1466の参加者と7200人の北アメリカの学生から選ばれた、学生宇宙飛行実験計画で飛行する12の実験体が含まれていた。
主な実験は以下のとおりである
- NASAのローンチ・サービス・プログラム（英語版）のSPHERES（英語版）テストベットのためのSPHERESスロッシュ実験
- 宇宙でのワクチンや抗生物質の有効性、薬剤体制について
- 地球での生産がより良くするための物理研究
- 宇宙での炎と液体の挙動
- 宇宙での蟻の行動

## ミッション終了
カナダアーム2(RMS)は2014年2月18日10時25分(UTC)にシグナスのハーモニー天底ポートへの係留を解除した。11時41分(UTC)にRMSから開放され、その後シグナスはステーションの下の軌道に移動した。その後、離脱マニューバを行いステーションから離脱、南太平洋上で大気圏に再突入し、2014年2月19日に1,470キログラムの廃棄物とともに処分された。

## ギャラリー

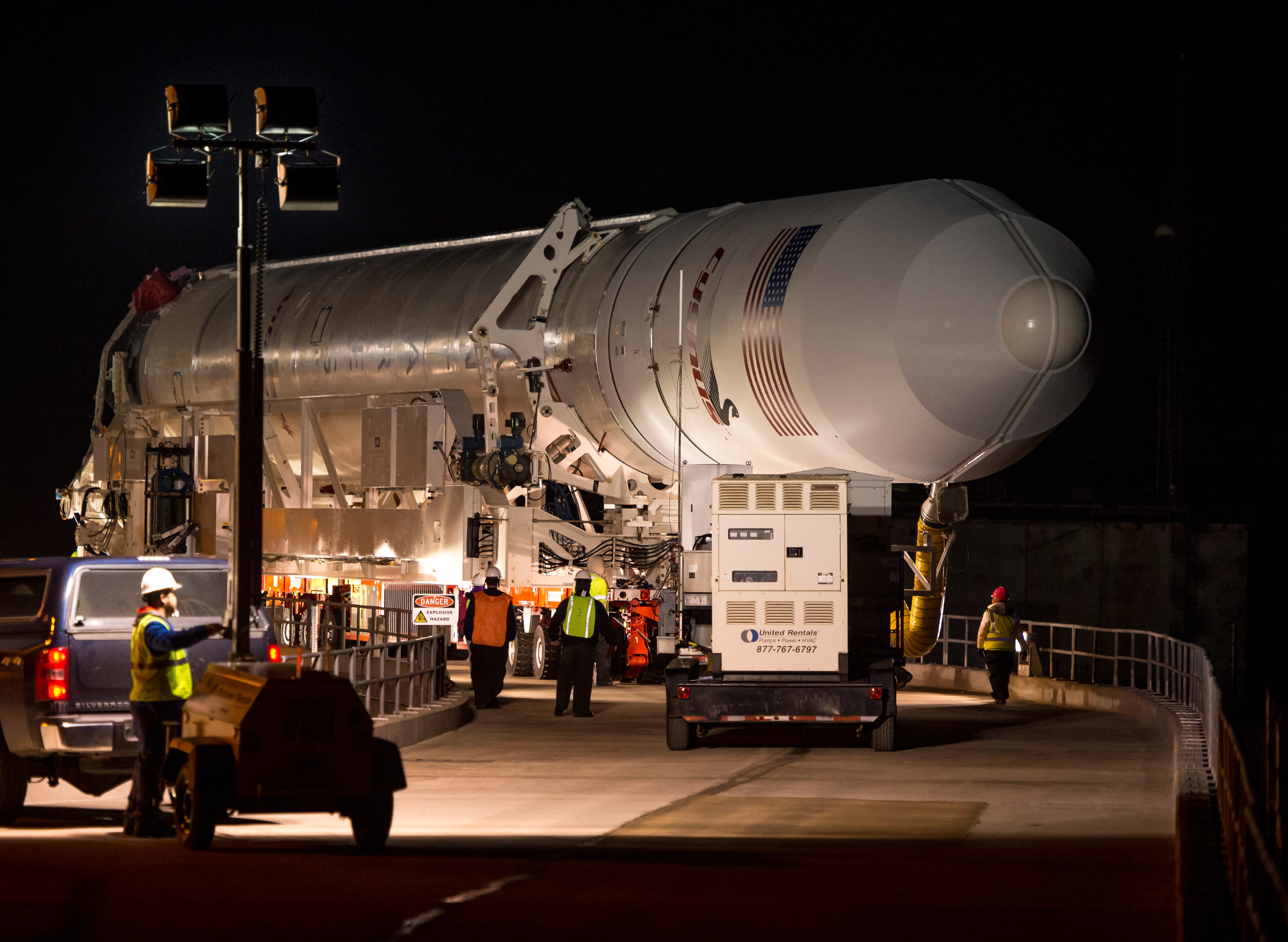
2013年12月17日に発射台に展開されるアンタレスロケット。
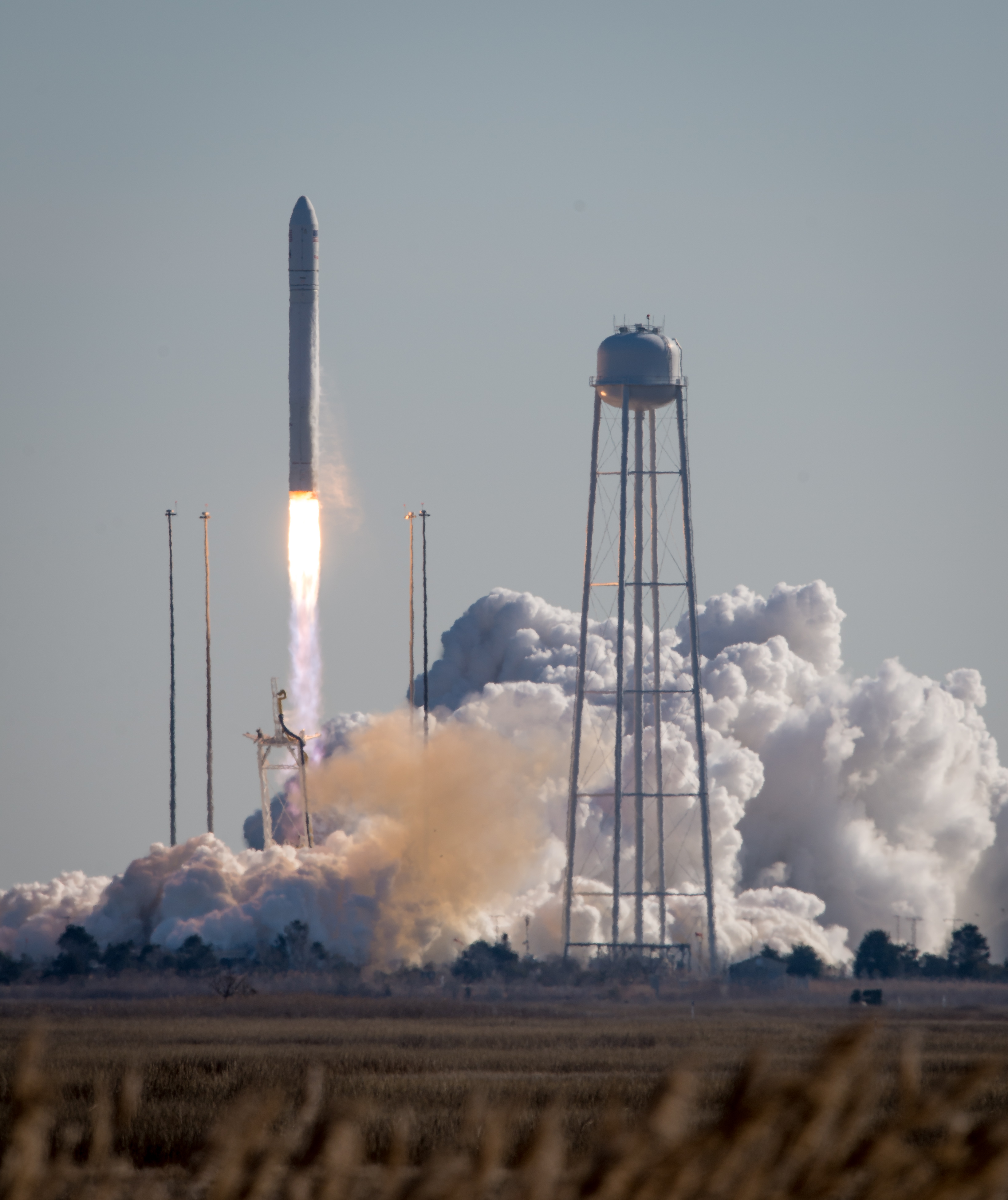
打ち上げ
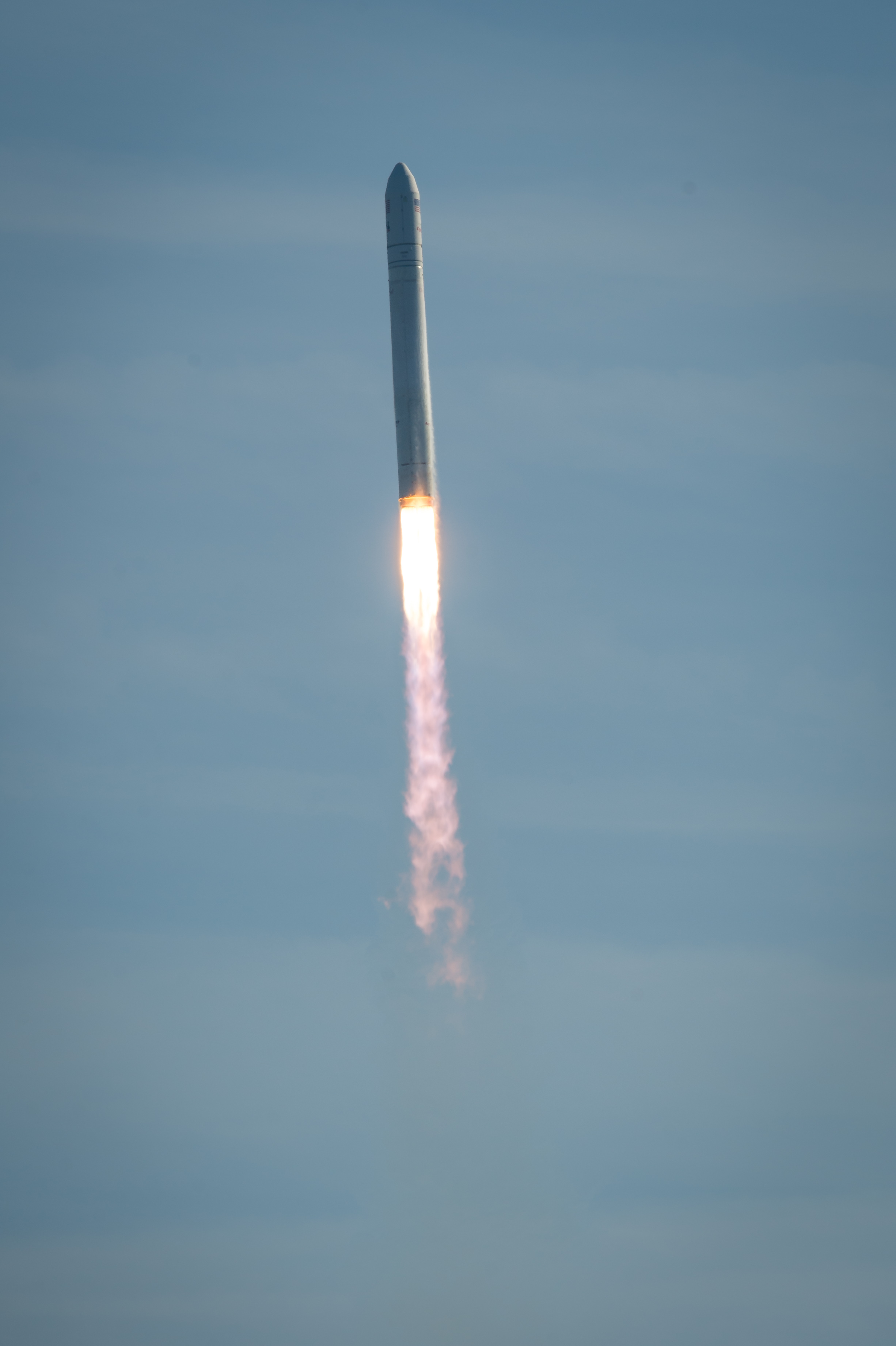

## 註
1. 1 2  Bergin, Chris (2012年2月22日). “Space industry giants Orbital upbeat ahead of Antares debut”. NASASpaceflight.com. 2012年3月29日閲覧。
2. 1 2 3  “Orbital 1 Cargo By-The-Numbers”. NASA.gov (2013年12月17日). 2013年12月17日閲覧。
3. 1 2  Clark, Stephen (2014年2月18日). “Mission Status Center”. Spaceflight Now 2014年2月19日閲覧。
4. ↑  McDowell, Jonathan. “Satellite Catalog”. Jonathan's Space Page. 2014年5月25日閲覧。
5. ↑  Rao, Joe (2013年12月16日). “Private Rocket Launch Thursday Night Visible from US East Coast”. Space.com 2013年12月18日閲覧。
6. ↑  Kremer, Ken (2013年12月17日). “How to See Spectacular Prime Time Night Launch of Antares Commercial Rocket to ISS on Dec. 19”. Universe Today 2013年12月18日閲覧。
7. ↑  Pearlman, Robert Z. (2013年12月9日). “Orbital names next space station freighter for late pilot-astronaut”. CollectSpace 2013年12月17日閲覧。
8. ↑  “Worldwide launch schedule”. Spaceflight Now (2013年9月10日). 2013年9月11日時点のオリジナルよりアーカイブ。2015年7月5日閲覧。
9. ↑  “Worldwide launch schedule”. Spaceflight Now (2013年12月13日). 2013年12月26日時点のオリジナルよりアーカイブ。2015年7月5日閲覧。
10. ↑  “ISS Commercial Resupply Services Mission (Orb-1): Mission Updates”. Orbital.com (2013年12月20日). 2013年12月22日時点のオリジナルよりアーカイブ。2015年7月5日閲覧。
11. ↑  “NASA Postpones Orbital Launch, Sets Spacewalks to Repair Faulty Pump Module”. NASA.gov (2013年12月17日). 2013年12月18日閲覧。
12. 1 2 3  “ISS Commercial Resupply Services Mission (Orb-1): Mission Updates”. Orbital.com (2014年1月8日). 2014年2月26日時点のオリジナルよりアーカイブ。2015年7月5日閲覧。
13. ↑  “Cygnus Heads to Space for First Station Resupply Mission”. NASA.gov. (2014年1月9日) 2014年1月9日閲覧。
14. ↑  Orbital Sciences (2014年1月9日). “Cygnus solar arrays are now deployed”. Twitter.com. 2014年1月9日閲覧。
15. ↑  Harwood, William (2014年1月12日). “Cygnus cargo ship successfully attached to space station”. CBS News 2014年1月12日閲覧。
16. ↑  “Selected Experiments on SSEP Mission 3 to ISS”.   National Center for Earth and Space Science Education (2013年). 2013年12月17日閲覧。